# Medal pamiątkowy 300-lecia Domu Romanowów
Medal pamiątkowy 300-lecia Domu Romanowów (ros. Медаль «В память 300-летия царствования дома Романовых») – medal pamiątkowy ustanowiony 21 lutego 1913 przez cara Mikołaja II w 300 rocznicę objęcia przez Romanowów panowania w Rosji. 
Medal wraz z dyplomem otrzymali:
- junkrowie i paziowie specjalnych klas,
- wszyscy niżsi rangą żołnierze i funkcjonariusze, którzy 21 lutego 1913 pełnili służbę w armii, flocie, Samodzielnym Korpusie Straży Granicznej, Samodzielnym Korpusie Żandarmów, Policji, oddziałach konwojowych i straży więziennej,
- przedstawiciele chłopstwa, obecni na uroczystościach, w których uczestniczył Mikołaj II.

Na awersie medalu car Mikołaj II wraz ze swoim praprzodkiem – pierwszym carem z dynastii Romanowów – Michałem I.